# Eudicella pauperata
Eudicella pauperata är en skalbaggsart som beskrevs av Hermann Julius Kolbe 1884. Eudicella pauperata ingår i släktet Eudicella och familjen Cetoniidae. Inga underarter finns listade i Catalogue of Life.